# Quattro Giorni di Dunkerque 2024
La Quattro Giorni di Dunkerque 2024, sessantottesima edizione della corsa, valevole come ventitreesima prova dell'UCI ProSeries 2024 categoria 2.Pro, si svolse in sei tappe, dal 14 al 19 maggio 2024, su un percorso di 1045,1 km, con partenza e arrivo a Dunkerque, nella regione dell'Alta Francia, in Francia. L'edizione fu appannaggio dell'irlandese Sam Bennett, il quale completò il percorso in 23h58'57", alla media di 43,765 km/h, precedendo il francese Paul Penhoët e il belga Jenno Berckmoes.

## Tappe
| Tappa  | Data      | Percorso                           | km     | Vincitore di tappa | Leader cl. generale |
| ------ | --------- | ---------------------------------- | ------ | ------------------ | ------------------- |
| 1ª     | 14 maggio | Dunkerque > Le Touquet-Paris-Plage | 173    | Milan Fretin       | Milan Fretin        |
| 2ª     | 15 maggio | Wimereux > Abbeville               | 184,3  | Sam Bennett        | Sam Bennett         |
| 3ª     | 16 maggio | Saint-Laurent-Blangy > Bouchain    | 165,1  | Sam Bennett        | Sam Bennett         |
| 4ª     | 17 maggio | Mazingarbe > Pont-à-Marcq          | 166,8  | Warre Vangheluwe   | Sam Bennett         |
| 5ª     | 18 maggio | Arques > Cassel                    | 179,1  | Sam Bennett        | Sam Bennett         |
| 6ª     | 19 maggio | Loon-Plage > Dunkerque             | 176,8  | Sam Bennett        | Sam Bennett         |
| Totale | Totale    | Totale                             | 1045,1 |                    |                     |

## Squadre e corridori partecipanti
| N.    | Cod. | Squadra                         |
| ----- | ---- | ------------------------------- |
| 1-7   | GFC  | Groupama-FDJ                    |
| 11-17 | SOQ  | Soudal Quick-Step               |
| 21-27 | LTD  | Lotto Dstny                     |
| 31-37 | COF  | Cofidis                         |
| 41-47 | TEN  | TotalEnergies                   |
| 51-57 | DAT  | Decathlon AG2R La Mondiale Team |
| 61-67 | ARK  | Arkéa-B&B Hotels                |
| 71-77 | BWB  | Bingoal WB                      |
| 81-87 | AUB  | St Michel-Mavic-Auber93         |

| N.      | Cod. | Squadra                    |
| ------- | ---- | -------------------------- |
| 91-97   | NMC  | Nice Métropole Côte d'Azur |
| 101-107 | VRR  | Van Rysel-Roubaix          |
| 111-117 | DFP  | Team DSM-Firmenich PostNL  |
| 121-127 | UCN  | CIC U Nantes Atlantique    |
| 131-137 | IPT  | Israel-Premier Tech        |
| 141-147 | TRI  | Trinity Racing             |
| 151-157 | PWB  | Philippe Wagner-Bazin      |
| 161-167 | Q36  | Q36.5 Pro Cycling Team     |
| 171-177 | TDT  | TDT-Unibet Cycling Team    |

## Dettagli delle tappe

### 1ª tappa
- 14 maggio: Dunkerque > Le Touquet-Paris-Plage – 173 km

Risultati
| Pos. | Corridore      | Squadra    | Tempo   |
| ---- | -------------- | ---------- | ------- |
| 1    | Milan Fretin   | Cofidis    | 4h05'47 |
| 2    | Paul Hennequin | Nice Metr. | s.t.    |
| 3    | Sam Bennett    | Decathlon  | s.t.    |

| Pos. | Corridore      | Squadra    | Tempo   |
| ---- | -------------- | ---------- | ------- |
| 1    | Milan Fretin   | Cofidis    | 4h05'37 |
| 2    | Paul Hennequin | Nice Metr. | a 4"    |
| 3    | Sam Bennett    | Decathlon  | a 6"    |

### 2ª tappa
- 15 maggio: Wimereux > Abbeville – 184,3 km

Risultati
| Pos. | Corridore     | Squadra    | Tempo    |
| ---- | ------------- | ---------- | -------- |
| 1    | Sam Bennett   | Decathlon  | 4h20'25" |
| 2    | Paul Penhoët  | Groupama   | s.t.     |
| 3    | Sasha Weemaes | Bingoal WB | s.t.     |

| Pos. | Corridore    | Squadra   | Tempo    |
| ---- | ------------ | --------- | -------- |
| 1    | Sam Bennett  | Decathlon | 8h25'58" |
| 2    | Milan Fretin | Cofidis   | a 4"     |
| 3    | Paul Penhoët | Groupama  | a 8"     |

### 3ª tappa
- 16 maggio: Saint-Laurent-Blangy > Bouchain – 165,1 km

Risultati
| Pos. | Corridore     | Squadra   | Tempo    |
| ---- | ------------- | --------- | -------- |
| 1    | Sam Bennett   | Decathlon | 3h42'38" |
| 2    | Milan Fretin  | Cofidis   | s.t.     |
| 3    | Amaury Capiot | Arkéa     | s.t.     |

| Pos. | Corridore     | Squadra   | Tempo    |
| ---- | ------------- | --------- | -------- |
| 1    | Sam Bennett   | Decathlon | 8h50'04" |
| 2    | Milan Fretin  | Cofidis   | a 8"     |
| 3    | Amaury Capiot | Arkéa     | a 18"    |

### 4ª tappa
- 17 maggio: Mazingarbe > Pont-à-Marcq – 166,8 km

Risultati
| Pos. | Corridore        | Squadra   | Tempo    |
| ---- | ---------------- | --------- | -------- |
| 1    | Warre Vangheluwe | Soudal    | 3h35'22" |
| 2    | Sam Bennett      | Decathlon | s.t.     |
| 3    | Corbin Strong    | Israel    | s.t.     |

| Pos. | Corridore     | Squadra   | Tempo     |
| ---- | ------------- | --------- | --------- |
| 1    | Sam Bennett   | Decathlon | 15h43'42" |
| 2    | Milan Fretin  | Cofidis   | a 14"     |
| 3    | Corbin Strong | Israel    | a 23"     |

### 5ª tappa
- 18 maggio: Arques > Cassel – 179,1 km

Risultati
| Pos. | Corridore       | Squadra   | Tempo    |
| ---- | --------------- | --------- | -------- |
| 1    | Sam Bennett     | Decathlon | 4h24'31" |
| 2    | Paul Penhoët    | Groupama  | s.t.     |
| 3    | Jenno Berckmoes | Lotto     | s.t.     |

| Pos. | Corridore       | Squadra   | Tempo     |
| ---- | --------------- | --------- | --------- |
| 1    | Sam Bennett     | Decathlon | 20h08'03" |
| 2    | Paul Penhoët    | Groupama  | a 28"     |
| 3    | Jenno Berckmoes | Lotto     | a 31"     |

### 6ª tappa
- 19 maggio: Loon-Plage > Dunkerque – 176,8 km

Risultati
| Pos. | Corridore        | Squadra    | Tempo    |
| ---- | ---------------- | ---------- | -------- |
| 1    | Sam Bennett      | Decathlon  | 3h51'04" |
| 2    | Sasha Weemaes    | Bingoal WB | s.t.     |
| 3    | Pascal Ackermann | Israel     | s.t.     |

| Pos. | Corridore       | Squadra   | Tempo     |
| ---- | --------------- | --------- | --------- |
| 1    | Sam Bennett     | Decathlon | 23h58'57" |
| 2    | Paul Penhoët    | Groupama  | a 38"     |
| 3    | Jenno Berckmoes | Lotto     | a 41"     |

## Evoluzione delle classifiche
| Tappa              | Vincitore          | Classifica generale Maglia rosa | Classifica a punti Maglia verde | Classifica scalatori Maglia a pois | Classifica giovani Maglia bianca | Classifica a squadre            |
| ------------------ | ------------------ | ------------------------------- | ------------------------------- | ---------------------------------- | -------------------------------- | ------------------------------- |
| 1ª                 | Milan Fretin       | Milan Fretin                    | Milan Fretin                    | Gwen Leclainche                    | Milan Fretin                     | Decathlon AG2R La Mondiale Team |
| 2ª                 | Sam Bennett        | Sam Bennett                     | Sam Bennett                     | Maxime Jarnet                      | Milan Fretin                     | Decathlon AG2R La Mondiale Team |
| 3ª                 | Sam Bennett        | Sam Bennett                     | Sam Bennett                     | Gwen Leclainche                    | Milan Fretin                     | Decathlon AG2R La Mondiale Team |
| 4ª                 | Warre Vangheluwe   | Sam Bennett                     | Sam Bennett                     | Gwen Leclainche                    | Milan Fretin                     | Decathlon AG2R La Mondiale Team |
| 5ª                 | Sam Bennett        | Sam Bennett                     | Sam Bennett                     | Fausto Masnada                     | Paul Penhoët                     | Lotto Dstny                     |
| 6ª                 | Sam Bennett        | Sam Bennett                     | Sam Bennett                     | Fausto Masnada                     | Paul Penhoët                     | Lotto Dstny                     |
| Classifiche finali | Classifiche finali | Sam Bennett                     | Sam Bennett                     | Fausto Masnada                     | Paul Penhoët                     | Lotto Dstny                     |

Maglie indossate da altri ciclisti in caso di due o più maglie vinte
- Nella 2ª tappa Paul Hennequin ha indossato la maglia verde al posto di Milan Fretin e Rait Ärm ha indossato quella bianca al posto di Milan Fretin.
- Dalla 3ª alla 5ª tappa Amaury Capiot ha indossato la maglia verde al posto di Sam Bennett.
- Nella 6ª tappa Milan Fretin ha indossato la maglia verde al posto di Sam Bennett.

## Classifiche finali

### Classifica generale - Maglia rosa
| Pos. | Corridore          | Squadra       | Tempo     |
| ---- | ------------------ | ------------- | --------- |
| 1    | Sam Bennett        | Decathlon     | 23h58'57" |
| 2    | Paul Penhoët       | Groupama      | a 38"     |
| 3    | Jenno Berckmoes    | Lotto         | a 41"     |
| 4    | Luca Van Boven     | Bingoal WB    | a 53"     |
| 5    | Alexandre Delettre | St Michel     | s.t.      |
| 6    | Milan Fretin       | Cofidis       | a 55"     |
| 7    | Tomáš Kopecký      | TDT           | s.t.      |
| 8    | Oliver Naesen      | Decathlon     | a 56"     |
| 9    | T. Gachignard      | TotalEnergies | a 57"     |
| 10   | Aimé De Gendt      | Cofidis       | s.t.      |

### Classifica a punti - Maglia verde
| Pos. | Corridore        | Squadra   | Punti |
| ---- | ---------------- | --------- | ----- |
| 1    | Sam Bennett      | Decathlon | 81    |
| 2    | Milan Fretin     | Cofidis   | 34    |
| 3    | Paul Penhoët     | Groupama  | 34    |
| 4    | Amaury Capiot    | Arkéa     | 30    |
| 5    | Pascal Ackermann | Israel    | 22    |

### Classifica scalatori - Maglia a pois
| Pos. | Corridore       | Squadra   | Punti |
| ---- | --------------- | --------- | ----- |
| 1    | Fausto Masnada  | Soudal    | 27    |
| 2    | Gwen Leclainche | Wagner    | 21    |
| 3    | Maxime Jarnet   | Van Rysel | 15    |
| 4    | Enzo Leijnse    | DSM       | 13    |
| 5    | Cyrus Monk      | Q36.5     | 8     |

### Classifica giovani - Maglia bianca
| Pos. | Corridore       | Squadra    | Tempo     |
| ---- | --------------- | ---------- | --------- |
| 1    | Paul Penhoët    | Groupama   | 23h59'35" |
| 2    | Jenno Berckmoes | Lotto      | a 3"      |
| 3    | Luca Van Boven  | Bingoal WB | a 15"     |
| 4    | Milan Fretin    | Cofidis    | a 17"     |
| 5    | Tomáš Kopecký   | TDT        | s.t.      |

### Classifica a squadre
| Pos. | Squadra                    | Tempo     |
| ---- | -------------------------- | --------- |
| 1    | Lotto Dstny                | 71h59'41" |
| 2    | Groupama-FDJ               | a 11"     |
| 3    | Decathlon AG2R La Mondiale | a 38"     |
| 4    | Cofidis                    | a 1'03"   |
| 5    | Arkéa-B&B Hotels           | a 2'06"   |